# فیرده
فیرده (به آلمانی: Vierde) یک منطقهٔ مسکونی در آلمان است که در باد فالینگ بوستل واقع شده‌است. فیرده ۲۸۰ نفر جمعیت دارد.